# Victor Ofenheim von Ponteuxin
Victor Ofenheim von Ponteuxin (18. listopadu 1820 Vídeň – 11. října 1886 Vídeň) byl rakouský podnikatel, diplomat a politik, v 2. polovině 19. století poslanec Říšské rady.

## Biografie
Pocházel z židovské kupecké rodiny. V mládí se původně připravoval na kariéru diplomata. V letech 1839–1843 studoval filozofii a práva na Vídeňské univerzitě. Roku 1843 nastoupil do státní služby k dvorské komoře. Roku 1850 se stal kancléřem na generálním konzulátu v Galați. Pak ale odešel do vysokých úřednických funkcí na železnici. Od roku 1854 byl ministerským koncipistou na ministerstvu obchodu. Podílel se na vypracování koncesního zákona, který podpořil soukromou výstavbu železnic. V roce 1856 odešel ze státních služeb a nastoupil k Haličské dráze Karla Ludvíka. Řídil její výstavbu až do Lvova. V roce 1858 se stal jejím inspektorem. Podařilo se mu získat pro budování této železniční dráhy významný zahraniční kapitál, zejména britský. Roku 1864 nastoupil jako první generální ředitel dráhy ze Lvova do Černovic a zasloužil se o její další výstavbu východním směrem. 10. 3. 1867 byl povýšen do šlechtického stavu. Jeho vliv ale během 70. let oslabil, když na post ministra obchodu nastoupil Anton von Banhans. Ocital se v stále ostřejších sporech s vládou a pak se stal aktérem velkého finančního skandálu.
Už roku 1870 hlásil haličský místodržící do Vídně, že lvovsko-černovická dráha vykazuje některé podezřelé jevy. Vlaky měly častá zpoždění a na trati docházelo k opakovaným nehodám. Na místo byla vyslána komise. Na základě jejích zjištění byla na podzim roku 1872 zřízena sekvestrace této dráhy. Ofenheim odstoupil ze své funkce. Po jisté době se ale kromě podezření z špatného hospodaření objevily i informace o masivní zpronevěře. V červnu 1873 započalo trestní řízení proti Ofenheimovi. 4. ledna 1875 pak začal s dotyčným soudní proces, který vyvolával značnou publicitu a který byl výrazným prvkem společenské atmosféry po burzovním krachu na počátku 70. let. Ofenheim se hájil sebevědomým způsobem, obžalobu odmítl jako nepoučenou a všechny problémy spojené s provozem dráhy označil za zcela běžné daným podmínkám. Právní zástupce Ofenheima během přelíčení zaútočil na ministra Antona von Banhanse, přičemž naznačil, že Banhans se dopouštěl stejných praktik, za které teď má být souzen jeho klient. Na jeho obranu vypovídal i liberální politik Karl Giskra, který odmítl skandalizaci Ofenheima kvůli podezření z uplácení a prohlásil, že fenomén spropitného je v Rakousku zcela běžný. Nakonec byl Ofenheim zproštěn viny. Banhans v důsledku aféry odešel do penze, Giskra zase měl po jistou dobu zapovězen přístup k panovníkovi.
Patřil mezi hlavní postavy liberální podnikatelské éry v Rakousku (tzv. gründerské období). V roce 1851 se oženil. Velký majetek získal mj. spekulacemi na burze.
Byl i poslancem Říšské rady (celostátního parlamentu Předlitavska), kam nastoupil ve volbách roku 1879 za kurii městskou v Bukovině, obvod Suceava, Siret, Rădăuți atd. Rezignaci na mandát oznámil dopisem 29. ledna 1880. Ve volebním období 1879–1885 se uvádí jako Victor Ofenheim von Ponteuxin, soukromník, bytem Vídeň. Proti jeho zvolení byly vzneseny protesty z úplatkářství. Patřil mezi ústavověrné poslance (tzv. Ústavní strana, centralisticky a provídeňsky orientovaná).
Zemřel v říjnu 1886 na mozkovou mrtvici. Ještě večer před svou smrtí se účastnil společenské večeře. Po návratu do svého vídeňského paláce se mu v noci udělalo nevolno. Přivolal ještě pokojskou, ale okamžitě nato zemřel.
Jeho otcem byl velkoobchodník a zakladatel první vídeňské plynárny Alexander Ofenheimer (1789–1850). Jeho syn Adolf Ofenheim von Ponteuxin (1857–1905) byl vídeňským advokátem a publicistou. Další syn Wilhelm Ofenheim von Ponteuxin (1860–1932) podnikal v ropném průmyslu.